# Live from Radio City Music Hall (альбом Лайзы Миннелли)
| Оценки критиков      | Оценки критиков |
| Источник             | Оценка          |
| -------------------- | --------------- |
| AllMusic             | [ 1 ]           |
| Entertainment Weekly | A               |

Live from Radio City Music Hall — пятый сольный и шестой в целом концертный альбом американской певицы и актрисы Лайзы Миннелли, выпущенный 3 ноября 1992 года на лейбле Columbia Records. Изначально всё шоу было снято для телевидения Луисом Дж. Горвицем и выпущено в качестве специального выпуска для телеканала PBS.

## Отзывы критиков
Уильям Рульманн написал, что у Миннелли, казалось бы, не было нужды записывать очередной концертный альбом, однако она продолжает совершенствовать и совершенствовать своё мастерство развлекательной актрисы.
Линда Сандерс в своём обзоре для Entertainment Weekly призвала забыть о большеглазой беспризорнице, поющей и танцующей от всего сердца, поскольку, при поддержке женского хора и одних из самых изящных музыкальных аранжировок, Лайза Миннелли предстаёт как одна могущественная дива, сочетающая интимность ночного клуба с эффектностью Вегаса, в отшлифованном до высшей степени шоу.
Рецензенты из же People отметили, что то, за что публика любила Миннелли все эти годы, — это её чистый, громкий голос, однако на этой записи он звучит немного надрывно, а сама артистка, по их мнению, больше заинтересована в том, чтобы увидеть, сколько вынесет её голос, чем в том, как много он может выразить. В результате чего реакция слушателя — скорее усталость, чем восторг.

## Список композиций
| №                   | Название                                    | Автор(ы)                                                    | Длительность |
| ------------------- | ------------------------------------------- | ----------------------------------------------------------- | ------------ |
| 1.                  | «Overture»                                  | Джон Кандер, Фред Эбб                                       | 0:54         |
| 2.                  | «Teach Me Tonight»                          | Сэмми Кан, Джин Де Пол                                      | 3:51         |
| 3.                  | «Old Friends»                               | Стивен Сондхайм                                             | 2:10         |
| 4.                  | «Live Alone and Like It»                    | Стивен Сондхайм                                             | 3:31         |
| 5.                  | «Sorry I Asked»                             | Джон Кандер, Фред Эбб                                       | 3:50         |
| 6.                  | «So What»                                   | Джон Кандер, Фред Эбб                                       | 4:10         |
| 7.                  | «Sara Lee»                                  | Джон Кандер, Фред Эбб                                       | 3:17         |
| 8.                  | «Some People»                               | Стивен Сондхайм, Джул Стайн                                 | 5:10         |
| 9.                  | «Seeing Things»                             | Джон Кандер, Фред Эбб                                       | 5:53         |
| 10.                 | «Stepping Out»                              | Джон Кандер, Фред Эбб                                       | 1:46         |
| 11.                 | «I Wanna Get into the Act»                  | Маршал Барер, Мэри Роджерс                                  | 4:21         |
| 12.                 | «Men’s Medley»                              | различные                                                   | 12:21        |
| 13.                 | «Imagine»                                   | Джон Леннон                                                 | 3:36         |
| 14.                 | «Here I’ll Stay / Our Love Is Here to Stay» | Джордж Гершвин, Айра Гершвин / Алан Джей Лернер, Курт Вайль | 5:30         |
| 15.                 | «There’s No Business Like Show Business»    | Ирвинг Берлин                                               | 0:43         |
| 16.                 | «Stepping Out (Reprise)»                    | Джон Кандер, Фред Эбб                                       | 7:27         |
| 17.                 | «Theme from New York, New York»             | Джон Кандер, Фред Эбб                                       | 5:33         |
| Общая длительность: | Общая длительность:                         | Общая длительность:                                         | 1:14:02      |